# Grand Prix de futsal
Le Grand Prix de futsal est une compétition internationale de futsal sur invitation organisée au Brésil. Le tournoi est considéré comme le plus important après la Coupe du monde FIFA et les compétitions continentales.
À domicile, l'équipe du Brésil remporte dix des onze éditions. La Seleçao est seulement contestée par l'équipe d'Espagne en 2010, lors de sa seule invitation.

## Histoire
En 2007, pour la troisième édition, seize équipes nationales participent au tournoi.
En 2009, la Roumanie décroche la troisième place du Grand Prix de futsal.
En 2010, l'Espagne devient la première équipe à vaincre le Brésil dans son tournoi, après 163 matchs sans défaite de l'équipe-hôte (2-1).
En 2011, avec seize équipes nationales à Manaus, le Brésil l'emporte face à la Russie après prolongation en finale (2-1).
En 2014, la neuvième édition a lieu au Gymnasium Poliesportivo Moises Adib Dib de São Bernardo do Campo du 11 au 16 novembre et met au prix six équipes,.

## Format et organisation
Le Grand Prix de futsal est organisé chaque année par la Confédération brésilienne de futsal, généralement au mois d'octobre, et est reconnu par la FIFA.
En 2007, avec seize équipe, le tournoi se joue en quatre groupes de quatre équipes dont chaque premier et deuxième se qualifient pour les quarts de finale. En 2014, deux groupes de trois équipes offrent chacun deux places pour les demi-finales.

## Palmarès

### Par édition
| Années | Lieu                               | Vainqueur          | Score              | Finaliste          | Troisième          | Score              | Quatrième          | Nbr équipes        |
| ------ | ---------------------------------- | ------------------ | ------------------ | ------------------ | ------------------ | ------------------ | ------------------ | ------------------ |
| 2005   | Brusque                            | Brésil             | 7 – 3              | Colombie           | Argentine          | 3 – 1              | Uruguay            | 6                  |
| 2006   | Caxias do Sul                      | Brésil (2)         | 5 – 3 ap           | Italie             | Croatie            | 0-0 tab 4-3        | Argentine          | 6                  |
| 2007   | Lages / Joinville / Jaraguá do Sul | Brésil (3)         | 4 – 0              | Iran               | Argentine          | 5 – 4 ap           | Hongrie            | 15                 |
| 2008   | Fortaleza                          | Brésil (4)         | 3 – 2              | Argentine          | Ukraine            | 5 – 4 ap           | Paraguay           | 16                 |
| 2009   | Anápolis / Goiânia                 | Brésil (5)         | 7 – 1              | Iran               | Roumanie           | 4 – 2              | Tchéquie           | 16                 |
| 2010   | Anápolis                           | Espagne            | 2 – 1              | Brésil             | Paraguay           | 5 – 3 ap           | Iran               | 16                 |
| 2011,  | Manaus                             | Brésil (6)         | 2 – 1              | Russie             | Argentine          | 4 – 2              | Iran               | 16                 |
| 2012   | pas de compétition                 | pas de compétition | pas de compétition | pas de compétition | pas de compétition | pas de compétition | pas de compétition | pas de compétition |
| 2013   | Maringá                            | Brésil (7)         | 3-3 tab 4-2        | Russie             | Iran               | 6 – 2              | Paraguay           | 8                  |
| 2014   | São Bernardo                       | Brésil (8)         | 7 – 2              | Colombie           | Iran               | 10 – 4             | Guatemala          | 6                  |
| 2015   | Uberaba                            | Brésil (9)         | 4 – 3              | Iran               | Colombie           | 1 – 0              | Paraguay           | 8                  |
| 2016   | pas de compétition                 | pas de compétition | pas de compétition | pas de compétition | pas de compétition | pas de compétition | pas de compétition | pas de compétition |
| 2017   | pas de compétition                 | pas de compétition | pas de compétition | pas de compétition | pas de compétition | pas de compétition | pas de compétition | pas de compétition |
| 2018   | Brusque                            | Brésil (10)        | 4 – 2              | Tchéquie           | Uruguay            | 6 – 1              | Costa Rica         | 5                  |

### Par équipe
| Équipe    | Vainqueur                                                       | Finaliste            | Troisième place      |
| --------- | --------------------------------------------------------------- | -------------------- | -------------------- |
| Brésil    | 10 (2005, 2006, 2007, 2008, 2009, 2011, 2013, 2014, 2015, 2018) | 1 (2010)             | –                    |
| Espagne   | 1 (2010)                                                        | –                    | –                    |
| Iran      | –                                                               | 3 (2007, 2009, 2015) | 2 (2013, 2014)       |
| Colombie  | –                                                               | 2 (2005, 2014)       | 1 (2015)             |
| Russie    | –                                                               | 2 (2011, 2013)       | –                    |
| Argentine | –                                                               | 1 (2008)             | 3 (2005, 2007, 2011) |
| Tchéquie  | –                                                               | 1 (2018)             | –                    |
| Italie    | –                                                               | 1 (2006)             | –                    |
| Paraguay  | –                                                               | –                    | 1 (2010)             |
| Uruguay   | –                                                               | –                    | 1 (2018)             |
| Roumanie  | –                                                               | –                    | 1 (2009)             |
| Ukraine   | –                                                               | –                    | 1 (2008)             |
| Croatie   | –                                                               | –                    | 1 (2006)             |

### Meilleurs buteurs
| Année | Joueur                | Buts |
| ----- | --------------------- | ---- |
| 2005  | Betão                 | 8    |
| 2006  | Falcão                | 7    |
| 2007  | Falcão                | 9    |
| 2008  | Lukaian               | 9    |
| 2009  | Falcão                | 10   |
| 2010  | Pula                  | 11   |
| 2011  | André Vanderlei       | 11   |
| 2013  | Fernandinho           | 7    |
| 2014  | Hossein Tayebibidgoli | 11   |
| 2015  |                       |      |
| 2018  |                       |      |